# Leichtathletik-Weltmeisterschaften 2015/Teilnehmer (Japan)
| Gelbes Symbol für Goldmedaillen mit stilisierten Olympischen Ringen | Graues Symbol für Silbermedaillen mit stilisierten Olympischen Ringen | Braundes Symbol für Bronzemedaillen mit stilisierten Olympischen Ringen |
| ------------------------------------------------------------------- | --------------------------------------------------------------------- | ----------------------------------------------------------------------- |
| —                                                                   | —                                                                     | 1                                                                       |

Der Leichtathletikverband Japans nominierte 51 Athleten für die Leichtathletik-Weltmeisterschaften 2015 in der chinesischen Hauptstadt Peking.

## Medaillen
Mit einer gewonnenen Bronzemedaille belegte das japanische Team Rang 32 im Medaillenspiegel.

### Medaillengewinner

#### Bronze
- Takayuki Tanii: 50 km Gehen

## Ergebnisse

### Männer

#### Laufdisziplinen
| Athlet                                                        | Disziplin    | Vorlauf        | Vorlauf | Halbfinale         | Halbfinale         | Finale             | Finale             |
| Athlet                                                        | Disziplin    | Zeit           | Platz   | Zeit               | Platz              | Zeit               | Platz              |
| ------------------------------------------------------------- | ------------ | -------------- | ------- | ------------------ | ------------------ | ------------------ | ------------------ |
| Kei Takase                                                    | 100 m        | 10,15 s        | 25      | nicht qualifiziert | nicht qualifiziert | nicht qualifiziert | nicht qualifiziert |
| Kenji Fujimitsu                                               | 200 m        | 20,28 s        | 13      | 20,34 s            | 15                 | nicht qualifiziert | nicht qualifiziert |
| Abdul Hakim Sani Brown                                        | 200 m        | 20,35 s        | 20      | 20,47 s            | 20                 | nicht qualifiziert | nicht qualifiziert |
| Kei Takase                                                    | 200 m        | 20,33 s        | 18      | 20,64 s            | 24                 | nicht qualifiziert | nicht qualifiziert |
| Yūzō Kanemaru                                                 | 400 m        | 45,65 s        | 37      | nicht qualifiziert | nicht qualifiziert | nicht qualifiziert | nicht qualifiziert |
| Kōta Murayama                                                 | 5000 m       | 14:07,11 min   | 32      |                    |                    | nicht qualifiziert | nicht qualifiziert |
| Suguru Ōsako                                                  | 5000 m       | 13:45,82 min   | 22      |                    |                    | nicht qualifiziert | nicht qualifiziert |
| Kenta Murayama                                                | 10.000 m     |                |         |                    |                    | 29:50,22 min       | 22                 |
| Yūta Shitara                                                  | 10.000 m     |                |         |                    |                    | 30:08,35 min       | 23                 |
| Tetsuya Yoroizaka                                             | 10.000 m     |                |         |                    |                    | 28:25,77 min       | 18                 |
| Masakazu Fujiwara                                             | Marathon     |                |         |                    |                    | 2:21:06 h SB       | 21                 |
| Kazuhiro Maeda                                                | Marathon     |                |         |                    |                    | 2:32:49 h          | 50                 |
| Takayuki Kishimoto                                            | 400 m Hürden | 49,78 s        | 30      | nicht qualifiziert | nicht qualifiziert | nicht qualifiziert | nicht qualifiziert |
| Yūta Konishi                                                  | 400 m Hürden | 49,58 s SB     | 28      | nicht qualifiziert | nicht qualifiziert | nicht qualifiziert | nicht qualifiziert |
| Yūki Matsushita                                               | 400 m Hürden | 49,34 s        | 21      | 51,10 s            | 24                 | nicht qualifiziert | nicht qualifiziert |
| Isamu Fujisawa                                                | 20 km Gehen  |                |         |                    |                    | 1:21:51 h          | 13                 |
| Yūsuke Suzuki                                                 | 20 km Gehen  |                |         |                    |                    | DNF                | DNF                |
| Eiki Takahashi                                                | 20 km Gehen  |                |         |                    |                    | 1:28:30 h          | 47                 |
| Hirooki Arai                                                  | 50 km Gehen  |                |         |                    |                    | 3:43:44 h          | 4                  |
| Takayuki Tanii                                                | 50 km Gehen  |                |         |                    |                    | 3:42:55 h          | Bronze             |
| Yūki Yamazaki                                                 | 50 km Gehen  |                |         |                    |                    | 4:03:54 h          | 34                 |
| Kazuma Ōseto Kenji Fujimitsu Takuya Nagata Kōtarō Taniguchi   | 4 × 100 m    | 38,60 s        | 10      |                    |                    | nicht qualifiziert | nicht qualifiziert |
| Tomoya Tamura Yūzō Kanemaru Naoki Kobayashi Takamasa Kitagawa | 4 × 400 m    | 3:02,97 min SB | 15      |                    |                    | nicht qualifiziert | nicht qualifiziert |

#### Sprung/Wurf
| Athlet         | Disziplin      | Qualifikation | Qualifikation | Finale             | Finale             |
| Athlet         | Disziplin      | Weite/Höhe    | Platz         | Weite/Höhe         | Platz              |
| -------------- | -------------- | ------------- | ------------- | ------------------ | ------------------ |
| Takashi Etō    | Hochsprung     | 2,22 m        | 28            | nicht qualifiziert | nicht qualifiziert |
| Yuji Hiramatsu | Hochsprung     | 2,17 m        | 35            | nicht qualifiziert | nicht qualifiziert |
| Naoto Tobe     | Hochsprung     | 2,26 m        | 25            | nicht qualifiziert | nicht qualifiziert |
| Hiroki Ogita   | Stabhochsprung | 5,65 m SB     | 20            | nicht qualifiziert | nicht qualifiziert |
| Seito Yamamoto | Stabhochsprung | 5,65 m SB     | 23            | nicht qualifiziert | nicht qualifiziert |
| Yōhei Sugai    | Weitsprung     | 7,92 m        | 16            | nicht qualifiziert | nicht qualifiziert |
| Ryōhei Arai    | Speerwurf      | 84,66 m SB    | 2             | 83,07 m            | 9                  |

#### Zehnkampf
| Athlet           | Disziplin | 100 m   | Weit- sprung | Kugel- stoßen | Hoch- sprung | 400 m   | 110 m Hürden | Diskus- wurf | Stabhoch- sprung | Speer- wurf | 1500 m      | Punkte | Platz |
| ---------------- | --------- | ------- | ------------ | ------------- | ------------ | ------- | ------------ | ------------ | ---------------- | ----------- | ----------- | ------ | ----- |
| Akihiko Nakamura | Ergebnis  | 10,86 s | 7,26 m       | 11,67 m       | 1,95 m       | 47,81 s | 14,72 s      | 33,48 m      | 4,70 m           | 53,57 m PB  | 4:16,36 min | 7745   | 16    |
| Akihiko Nakamura | Punkte    | 892     | 876          | 586           | 758          | 918     | 884          | 533          | 819              | 642         | 837         | 7745   | 16    |
| Keisuke Ushiro   | Ergebnis  | 11,51 s | 6,73 m       | 14,93 m       | 1,89 m       | 50,85 s | 15,43 s      | 46,85 m      | 4,70 m           | 56,52 m     | 4:43,51 min | 7532   | 20    |
| Keisuke Ushiro   | Punkte    | 750     | 750          | 785           | 705          | 776     | 798          | 805          | 819              | 686         | 658         | 7532   | 20    |

### Frauen

#### Laufdisziplinen
| Athletin                                           | Disziplin   | Vorlauf      | Vorlauf | Halbfinale         | Halbfinale         | Finale             | Finale             |
| Athletin                                           | Disziplin   | Zeit         | Platz   | Zeit               | Platz              | Zeit               | Platz              |
| -------------------------------------------------- | ----------- | ------------ | ------- | ------------------ | ------------------ | ------------------ | ------------------ |
| Chisato Fukushima                                  | 100 m       | 11,23 s SB   | 19      | 11,32 s            | 23                 | nicht qualifiziert | nicht qualifiziert |
| Chisato Fukushima                                  | 200 m       | 23,30 s      | 34      | nicht qualifiziert | nicht qualifiziert | nicht qualifiziert | nicht qualifiziert |
| Misaki Onishi                                      | 5000 m      | 15:33,84 min | 12      |                    |                    | 15:29,63 min       | 14                 |
| Azusa Sumi                                         | 5000 m      | 16:13,65 min | 22      |                    |                    | nicht qualifiziert | nicht qualifiziert |
| Ayuko Suzuki                                       | 5000 m      | 15:28,18 min | 11      |                    |                    | 15:08,29 min PB    | 9                  |
| Kasumi Nishihara                                   | 10.000 m    |              |         |                    |                    | 32:12,95 min       | 13                 |
| Rei Ohara                                          | 10.000 m    |              |         |                    |                    | 32:47,74 min       | 22                 |
| Yuka Takashima                                     | 10.000 m    |              |         |                    |                    | 32:27,79 min       | 20                 |
| Mai Itō                                            | Marathon    |              |         |                    |                    | 2:29:48 h          | 7                  |
| Sairi Maeda                                        | Marathon    |              |         |                    |                    | 2:31:46 h          | 13                 |
| Risa Shigetomo                                     | Marathon    |              |         |                    |                    | 2:32:37 h          | 14                 |
| Kumiko Okada                                       | 20 km Gehen |              |         |                    |                    | 1:34:56 h          | 25                 |
| Seika Aoyama Sayaka Aoki Asami Chiba Kana Ichikawa | 4 × 400 m   | 3:28,91 min  | 13      |                    |                    | nicht qualifiziert | nicht qualifiziert |

#### Sprung/Wurf
| Athletin     | Disziplin | Qualifikation | Qualifikation | Finale             | Finale             |
| Athletin     | Disziplin | Weite/Höhe    | Platz         | Weite/Höhe         | Platz              |
| ------------ | --------- | ------------- | ------------- | ------------------ | ------------------ |
| Yuki Ebihara | Speerwurf | 60,30 m       | 19            | nicht qualifiziert | nicht qualifiziert |